# Tropidia territorialis
Tropidia territorialis är en orkidéart som beskrevs av David Lloyd Jones och Mark Alwin Clements. Tropidia territorialis ingår i släktet Tropidia och familjen orkidéer. Inga underarter finns listade i Catalogue of Life.